# Kamienica przy ulicy Psie Budy 14 we Wrocławiu
Kamienica przy ulicy Psie Budy – kamienica znajdująca się na ulicy Psie Budy 14 we Wrocławiu z zachowaną gotycką fasadą.

## Historia i architektura kamienicy

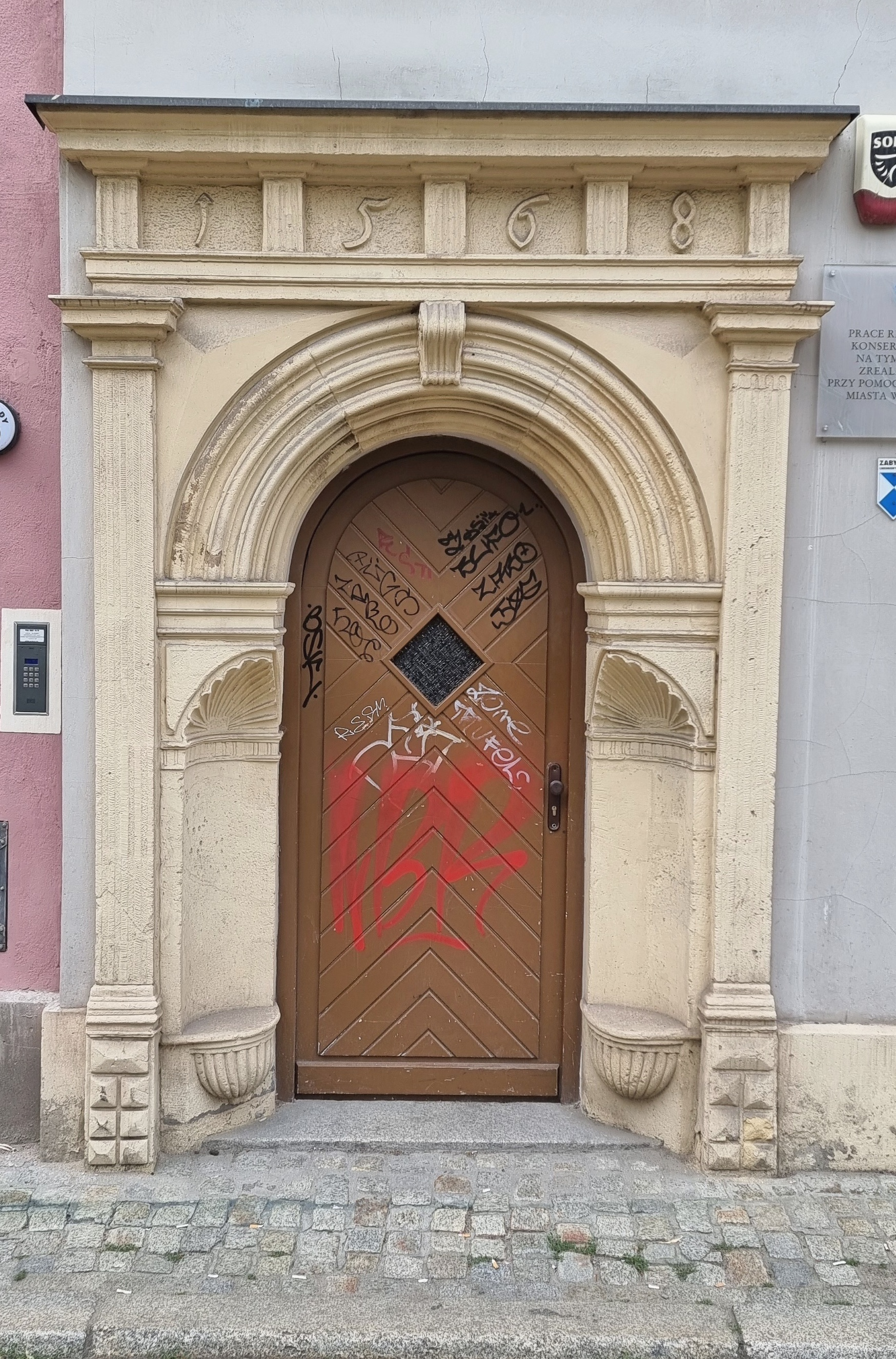
Portal kamienicy

Kamienica murowana z rodowodem średniowiecznym z zachowaną najstarszą XVI-wieczną elewacją wśród wszystkich kamienic przy ulicy Psie Budy. Trzykondygnacyjna kamienica ma nieregularne osie elewacji: na pierwszym piętrze jest trzyosiowa, na drugim dwuosiowa. Na parterze z lewej strony umieszczono zachowany renesansowy portal z piaskowca, zamknięty pełnym łukiem, z niszami w węgarach i kanelowanymi pilastrami podtrzymującymi tryglifowe belkowanie z datą w kolejnych metopach „1568”. Po prawej stronie, na środku, znajduje się otwór okienny. Pierwszą i drugą kondygnację oddziela gzyms; powyżej znajdują się jedynie gzymsy podokienne, a okna otoczone są kamiennymi opaskami. Nad drugą kondygnacją znajduje się gotycko-renesansowy szczyt dwustrefowy, z pięcioma małymi trójkątnymi szczycikami (sterczynami). Jest to jedyny zachowany tego typu szczyt we Wrocławiu; podobny szczyt miała niegdyś kamienica na pl. Nowym Targ 21 „Pod Złotą Gwiazdą”. W tylnej części kamienicy zachował się prostokątny renesansowy portal z nadświetlem częściowo rekonstruowany.

## Po 1945
Podczas działań wojennych w 1945 roku kamienica została zupełnie zniszczona, zachował się jedynie ściana frontowa. W latach 1958–1961 kamienica została odbudowana według projektu Stanisława Koziczuka. W 2014 roku elewacja kamienicy została gruntownie odnowiona.  